# دقسة

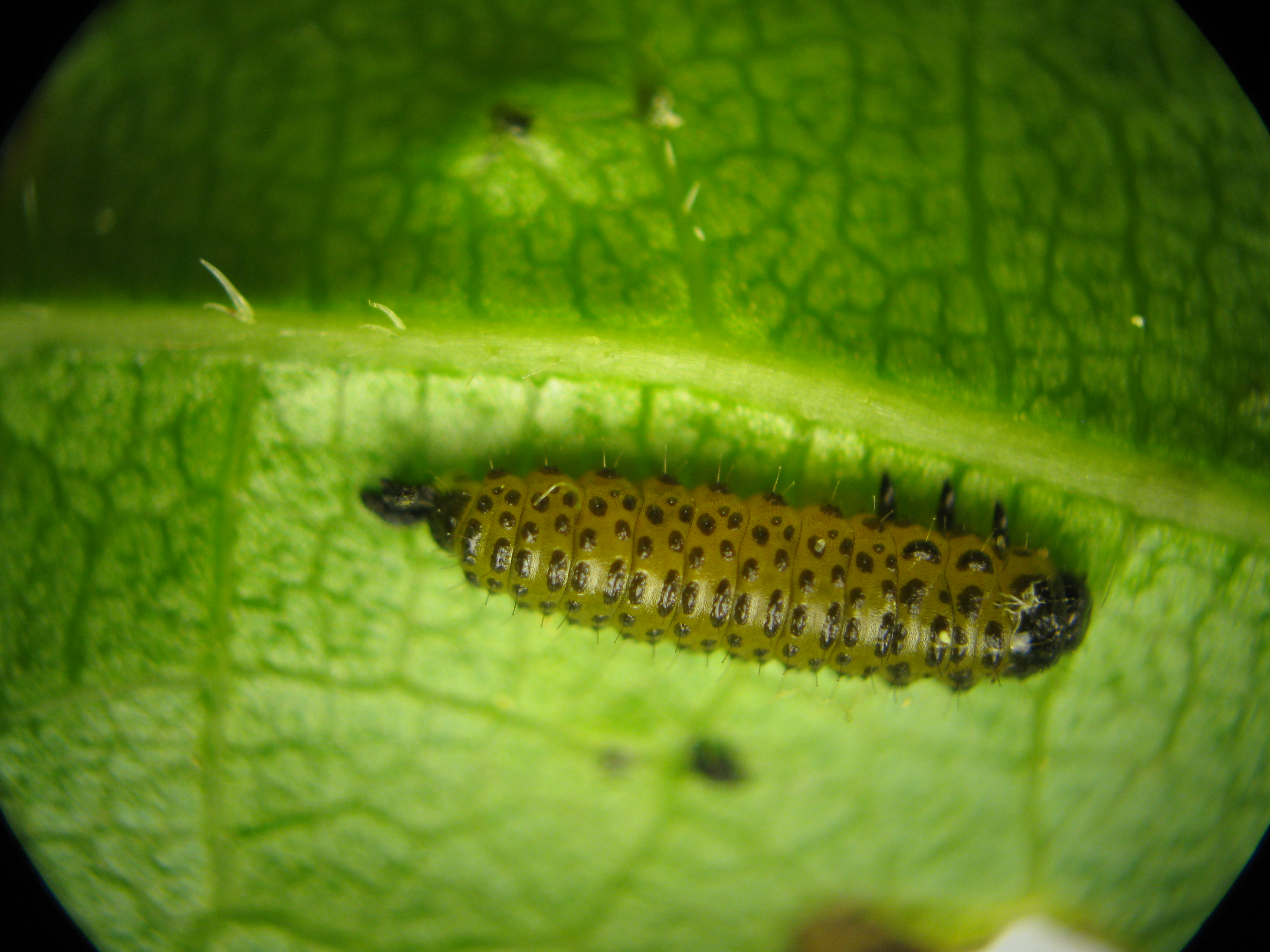
يرقة أحد أنواع الدقسة

دُقْسَة أو قدَّان أو ألتيز جنس كبير من خنافس البراغيث في فصيلة النضاريات، مع حوالي 300 نوع ، موزعة في جميع أنحاء العالم تقريبًا.  تتشابه الأنواع، وهي خنافس صغيرة معدنية زرقاء وخضراء وبرونزية. أنواع الدُقسة ، إن كانت يرقات أو خادرات بالغات، عاشبة، تتغذى على أوراق الشجر من أصناف نباتية غذائية مختلفة، خاصة بكل نوع من أنواعها.الأخدرية والوردية (بشكل رئيسي عليق ) هي عائلات النباتات المضيفة السائدة. تستطيع خنافس الدقسة البالغة القفز بعيدًا عند الاقتراب منها.

## الوصف
أنواعها كثيرة جميعها قافزة وثابة صغيرة القد زاهية الألوان. يرقاتها أسطوانية الشكل ملونة سداسية القوائم تعيش على مختلف أوراق البقول والأعشاب والنبات. بعضها يركب السوق والجذور فيلغمها ويؤذيها 